# Shibaozhai

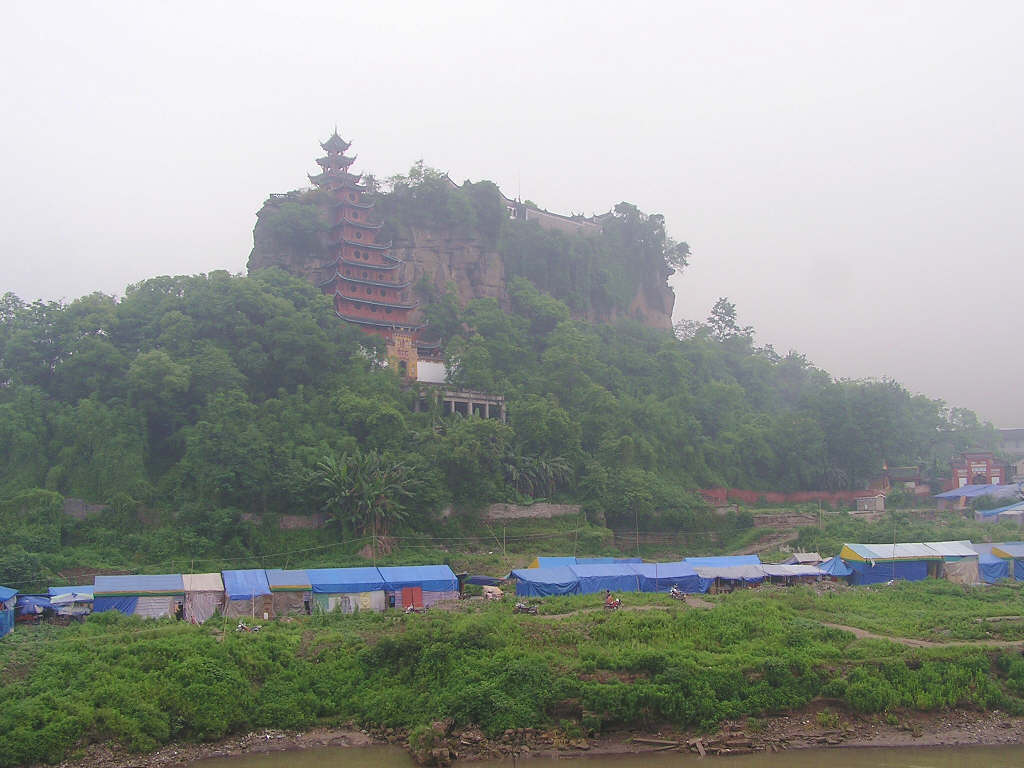
Foto vom Shibaozhai und dem roten Pavillon

Shibaozhai (chinesisch 石寶寨 / 石宝寨, Pinyin Shíbǎozhài, englisch Precious Stone Fortress) ist ein 200 m hoher Hügel am Ufer des Jangtsekiang im Kreis Zhong der regierungsunmittelbaren Stadt Chongqing in der Volksrepublik China.
An der einst dem Yangtze zugewandten Seite befindet sich die Rote Pagode mit zwölf Stockwerken. Sie wurde auf der Flanke eines Felsen errichtet und ist 56 Meter hoch. Von dem Dorf führt eine schwankende Brücke, die aus Holzlatten steht, zu der Pagode und dem Tempel. (Früher gab es wohl nur einen Trampelpfad.) Die Pagode ist bis zum 9. Stockwerk begehbar; der Ausgang führt direkt in die Tempelanlage, die von Kaiser Qianlong erbaut wurde. Die rote Pagode wurde 1819 erbaut.
Mit der Errichtung des Drei-Schluchten-Dammes wäre nur noch der Teil über der Spitze des roten Pavillons sichtbar gewesen. Mit Hilfe eines Kofferdamms wurden die Pagode und die anliegende Tempelanlage geschützt. Vom Fuß des Hügels am Flussufer bis hinauf zum gelben Eingang des Pavillons sind zahlreiche Händler anzutreffen, denn die Rote Pagode ist ein beliebtes Ausflugsziel der Yangtze-Flusskreuzfahrt.
Seit 2001 steht Shibaozhai auf der Liste der Denkmäler der Volksrepublik China (5-381).